# Ferdinand Bader
Ferdinand Bader (* 21. Mai 1981 in Freising) ist ein ehemaliger deutscher Skispringer.

## Werdegang
Bader begann bereits im Alter von zwei Jahren mit dem Alpinen Skisport. Später wechselte er zum Skispringen und nahm im Dezember 2001 erstmals am Skisprung-Continental-Cup (COC) teil. Bereits in seiner ersten Saison konnte er im COC einige Platzierungen unter den besten Zehn belegen und erreichte am 24. Februar 2002 in Iron Mountain als Dritter seinen ersten Podestplatz. In der Saison 2002/03 konnte er sich weiter steigern und konstant vordere Plätze belegen. Am 16. Februar 2003 konnte er in Westby sein erstes COC-Springen gewinnen, zwei Wochen später folge in Ishpeming ein weiterer Sieg. Am Saisonende belegte er den 4. Platz im Gesamtwertung Continental Cup.
Im Sommer 2003 nahm er zunächst an den Sommerskispringen des COC teil und startete schließlich beim Sommer-Grand-Prix in Val di Fiemme erstmals bei einem erstklassigen Wettbewerb. Im folgenden Winter 2003/04 startete er hauptsächlich im Continental Cup, wo er zwar mehrere Podestplätze belegen konnte, jedoch bei anderen Springen den zweiten Durchgang verpasste. Daneben bekam er einige Einsätze im Weltcup, wo er am 10. Januar 2004 in Liberec mit einem 22. Platz seine ersten Weltcuppunkte erringen konnte. Im Sommer 2004 wechselte er zwischen Continental Cup und Grand Prix hin und her und konnte ein COC-Springen in Lillehammer für sich entscheiden.
Im Winter 2004/05 belegte er deutlich schlechtere Platzierungen als zuvor, da er als sehr leichter Springer Probleme hatte sich an die neu eingeführte Gewichtsregel anzupassen. Zu Saisonbeginn startete er zunächst im Continental Cup, wo er anfänglich Plätze im Mittelfeld belegte und schließlich sogar nur hintere Platzierungen belegte. Dennoch wurde er ab Mitte Januar bei einigen Weltcups eingesetzt. Am 6. Februar 2005 konnte er bei einem von Schneefall und Windenböen beeinflussten Springen in Sapporo mit dem fünften Platz das beste Ergebnis seiner Karriere feiern, da er wegen seiner niedrigen Startnummer im ersten Durchgang ideale Bedingungen vorfand. Bei den verbleibenden Continental Cups der Saison konnte er sich wieder regelmäßig unter den besten Zwanzig platzieren. Bei den Sommer-COCs 2005 blieb ein 19. Platz in Lake Placid sein bestes Ergebnis.
Nachdem er zu Beginn des Winters 2005/06 im COC stets den zweiten Durchgang verpasst hatte, nahm er an keinen weiteren Springen mehr teil. 2006 gab er schließlich offiziell seinen Rücktritt vom aktiven Leistungssport bekannt. Dabei gab er an, dass er vor allem wegen der Veränderungen im Sprungstil, die sich aus den Reglementänderungen der Vorjahre ergaben, die Lust am Skispringen verloren habe. Seitdem studierte er Sportwissenschaft in München.

## Erfolge

### Continental-Cup-Siege im Einzel
| Nr. | Datum            | Ort         | Typ           |
| --- | ---------------- | ----------- | ------------- |
| 1.  | 16. Februar 2003 | Westby      | Großschanze   |
| 2.  | 2. März 2003     | Ishpeming   | Normalschanze |
| 3.  | 20. August 2004  | Lillehammer | Normalschanze |